# Национализация нефтяной промышленности Ирана

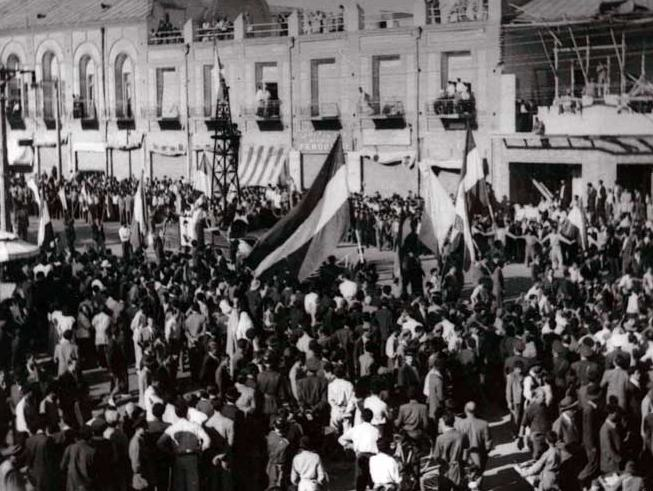
Демонстрация в поддержку национализации нефтяной промышленности

Национализация нефтяной промышленности Ирана (перс. ملی شدن صنعت نفت‎) — поворотное событие в экономической жизни Ирана. Законодательно нефтяная промышленность была национализирована 15 марта 1951 года Национальным советом, а 20 марта — проверена и подписана Меджлисом. Новый закон привел к национализации англо-иранской нефтяной компании, что вызвало огромное недовольство Великобритании. Данное событие является важной частью иранского национально-освободительного движения.

## Движение за национализацию иранской нефти
Движение за национализацию иранской нефти возглавил лидер партии «Национальный фронт» и будущий премьер-министр Ирана Мохаммад Мосаддык. Появление данного движения стало реакцией на уступки, сделанные правительством Ирана иностранным державам, например, концессию Ройтера («табачная монополия») и концессию Д’Арси (нефтяная концессия, по которой была создана англо-персидская нефтяная компания).
Конкуренция за контроль над иранской нефтяной промышленностью выросла во время Второй мировой войны, когда Великобритания, СССР и США стали вмешиваться во внутренние дела Ирана. Столкнувшись с требованиями и претензиями трёх стран, иранское правительство объявило, что все вопросы о контроле над иранской нефтью будут решены после войны, так как экономическое положение всех трёх стран в этот период находилось в подвешенном состоянии.
Один из членов Меджлиса 14-го созыва Рахимиян однажды предложил идею о национализации иранской нефти, однако этот вопрос даже не был вынесен на обсуждение. 23 октября 1949 года была создана партия «Национальный фронт», лидером которой стал Мохаммад Мосаддык. Главной целью партии было защитить права Ирана на собственную нефть.
В состав 16-го Меджлиса вошли несколько членов «Национального фронта». В ноябре 1950 года Мосаддык предложил на рассмотрение Меджлиса отказ от «нефтяных договоров» с другими странами. Премьер-министр того периода Хадж Али Размара выступил против. 7 марта 1951 года Размара был убит членом партии «Приверженцы ислама» Халилом Тахмасеби. Сразу после смерти Размары был начат процесс подготовки законопроекта о национализации нефтяной промышленности Ирана.

## Последствия национализации иранской нефти
В марте 1951 года Иран попал в глубокий экономический кризис, а иностранные державы перестали покупать иранскую нефть. Абаданский нефтеперерабатывающий завод, один из крупнейших в мире, закрылся. Тем не менее, несмотря на сильное сопротивление США и Великобритании, национализация иранской нефти продолжалась.
Нефтяные компании других стран — Саудовской Аравии, Кувейта и Ирака — значительно увеличили объёмы производства нефти, чтобы занять нефтяную нишу Ирана на международном рынке. Добыча нефти в странах Ближнего Востока ежегодно увеличивалась на 10 %. Ограничение экспорта нефти плачевно повлияло на экономику Ирана; добыча нефти в стране сильно уменьшилась: с 242 млн баррелей в 1950 году до 10,6 млн баррелей в 1952 году.
В августе 1953 года правительство Мосаддыка было свергнуто военным переворотом, организованным ЦРУ США и секретной разведкой Великобритании. Мосаддык был приговорён к трём годам лишения свободы, а после этого содержался под домашним арестом вплоть до смерти в 1967 году.
После переворота иранский нефтяной кризис подошёл к концу. Была создана Национальная иранская нефтяная компания, а англо-иранская нефтяная компания стала одним из ее подразделений. США и Великобритании уже не удалось отозвать решение о национализации нефти; однако политическое влияние этих стран еще присутствовало в Иране спустя несколько лет после переворота.

## День национализации нефтяной промышленности
День национализации нефтяной промышленности (перс. روز ملی شدن صنعت نفت‎) — иранский праздник, отмечающийся 20 марта (29 эсфанда по иранскому календарю).
Данный праздник восходит ко дню утверждения закона о национализации иранской нефтяной промышленности. 8 марта 1951 года за законопроект проголосовали все члены Специальной нефтяной комиссии. 15 марта он был принят Национальным советом. Окончательное утверждение состоялось 20 марта 1951 года, когда законопроект был принят Меджлисом.